# Monumento a William C. Morris

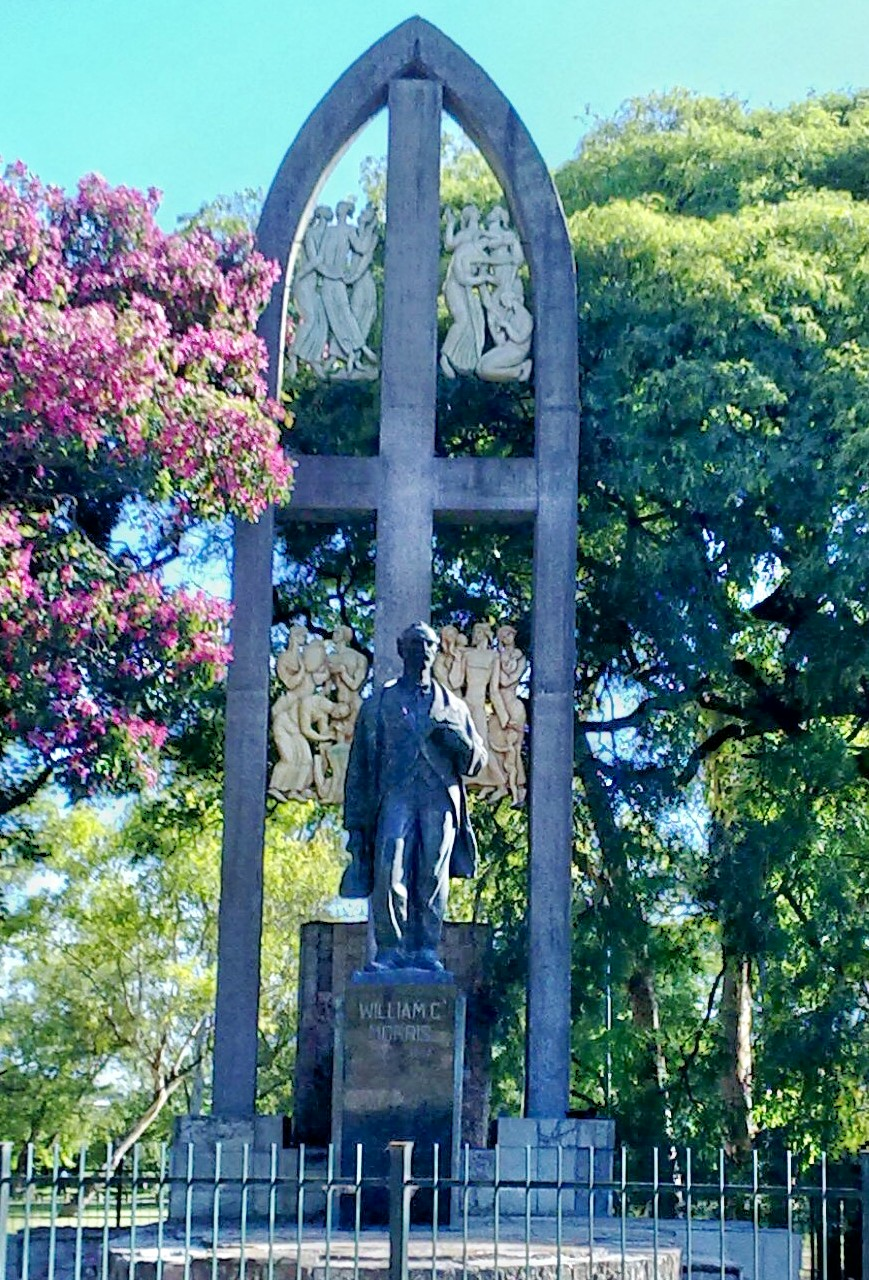
Frente.

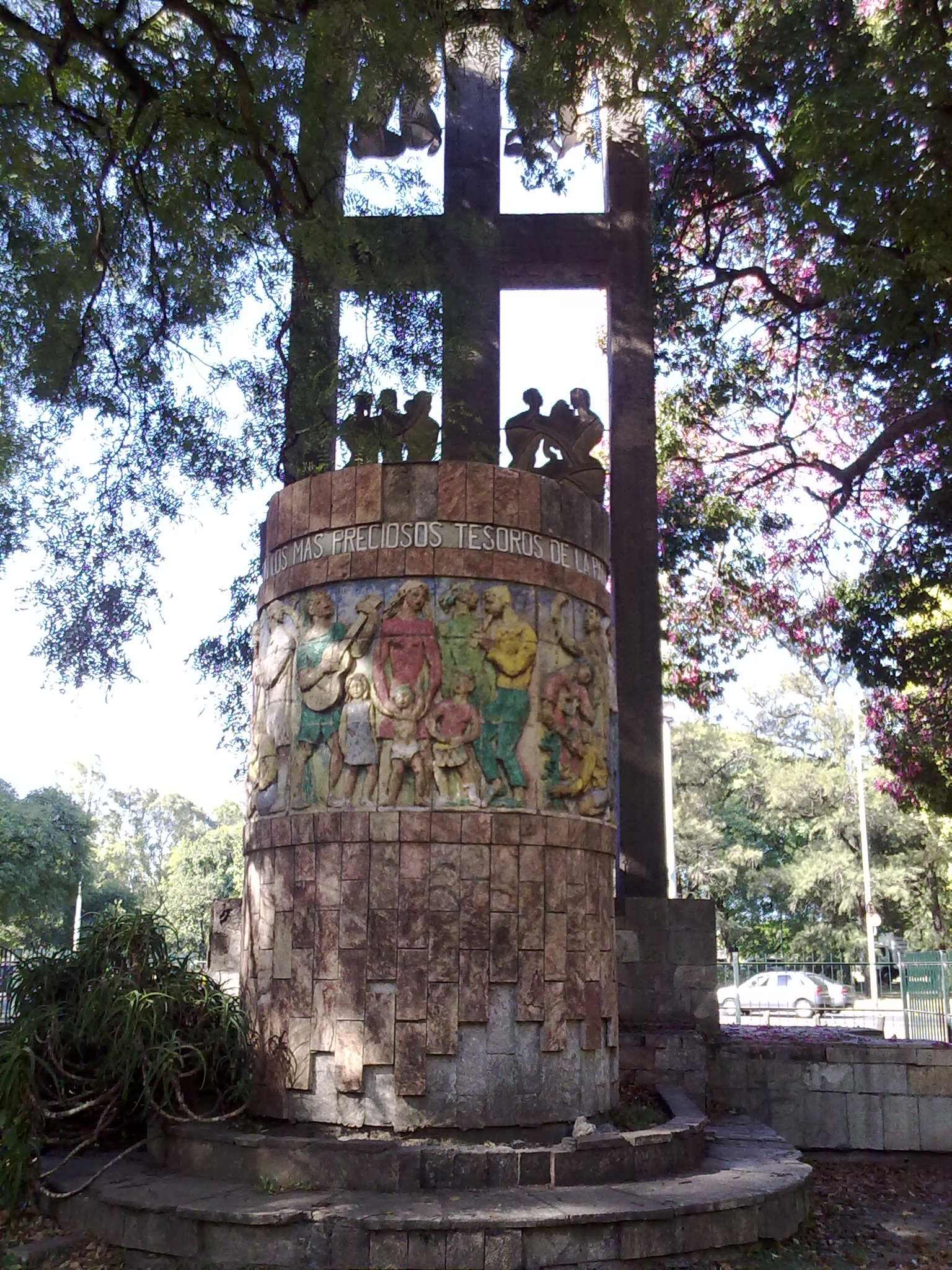
Parte trasera, se lee Los niños son los más preciosos tesoros de la patria.

El monumento a William C. Morris, educador y filántropo de origen inglés William Case Morris, en Buenos Aires, Argentina, fue realizado por el escultor argentino Humberto Cerantonio a pedido de una institución fundada por los exalumnos de Morris, quienes quisieron homenajearlo con esta obra que fue pagada mediante una suscripción pública.
Está situada en el barrio de Palermo, donde Morris realizó gran parte de sus acciones benéficas, y fue inaugurada en 1964, a un siglo de su nacimiento.

## Historia
El 7 de septiembre de 1960 la Asociación de Ex Alumnos de las Escuelas e Institutos Filantrópicos Argentinos "William C. Morris" (fundada en 1907 en Buenos Aires) solicitó por nota a la Cámara de Diputados de la Nación Argentina una ley, que fue efectivamente promulgada el 24 de octubre de 1960 con el n° 15.450, que autorizase la construcción de un monumento en recuerdo del educador William C. Morris, quien trabajó en la Argentina desinteresadamente por los más necesitados. Los fondos para construirla se obtuvieron por colecta pública, mediante un llamado al público de comercio y a los sectores económicos del barrio de Palermo y para ello se imprimió una edición de sellos postales y bonos de contribución.
El monumento fue realizado por el escultor argentino Humberto E. Cerantonio (1913- ? ) y su inauguración se realizó el 28 de diciembre de 1964, en la plazoleta Coronel de Ingenieros Jordán Czeslaw Wysocki, que forma parte del Parque 3 de Febrero, en la esquina de Agustín Méndez y la Avenida Figueroa Alcorta.

## Descripción
En la memoria y descripción del Monumento, el autor expresó que:

En la concepción de este monumento se ha querido transmutar en imágenes plásticas los rasgos del carácter del maestro: fortaleza y acogimiento, inspiración y misticismo en solidez y amplitud, avance y verticalidad. Por ello, lo sentimos a Morris -estatua de bronce sobre y proa de piedra- adusto y recio, generoso y firme, avanzar contra el viento, proyectado desde su fe inconmovible: he aquí la ojiva, gracia y unción, aligera cual una vidriera gótica alzada al cielo como las manos en plegaria(...)recortados a pleno cielo en ella se afirman cuatro bajorrelieves en bronce, sobre la vida de Jesús y sus parábolas -en la parte inferior- y en la parte superior, elevación de las almas y ángeles músicos.

El monumento está realizado en bronce, mampostería y cerámica. Su altura hasta el punto superior de la ojiva es de 11,5 m, 12 m de largo y 7 m de ancho. La estatua mide 3 m y los relieves del arco 2 m mientras que los del contrafrente 1,5 m.
La obra consta de la figura de William, de pie, con un libro en la mano y con un maletín en la otra. Detrás hay una gran estructura compuesta por un arco apuntado que tiene inserta una cruz latina. En cada uno de los cuatro huecos que la cruz forma con el arco, hay un relieve en piedra representando algún principio relacionado con la vida y obra del educador (Ayudad al niño, Educad a los pobre, etc).
La parte de atrás del monumento se completa con una estructura de mampostería revestida en ladrillo con un relieve representando a niños con instrumentos musicales. Se alude además a una frase de William Case Morris:

Ríen, juegan y estudian. Los niños son los más preciosos tesoros de la patria.

En una placa puede leerse:

Monumento erigido por la asociación de ex alumnos y Biblioteca popular William C. Morris mediante suscripción pública y la ayuda de la Municipalidad de Buenos Aires. Ley 1.647, noviembre de 1964.

En otra:

Nació el 16-XI-1864 en Ely Inglaterra. Allí fue a morir el 15-IX-1932. Pastor de almas impulsado por un cristianismo combatiente y lúcido realizó en Buenos Aires durante 50 años trascendental obra filantrópica y educativa. Pobre sin medios materiales pidió con tesón y obtuvo ayuda generosa. Así con largos sacrificios fundó y sostuvo escuelas, talleres, bibliotecas, museos, laboratorios, un internado modelo para niños el hogar "El Alba". Llevó a cárceles y hospitales alivio y esperanza. Dio techo y a abrigo, pan y libros. Doscientos mil niños pasaron por sus escuelas inolvidables. Fue una de esas vidas que obigan dulcemente, obligan a creer en Dios.